# 錠剤

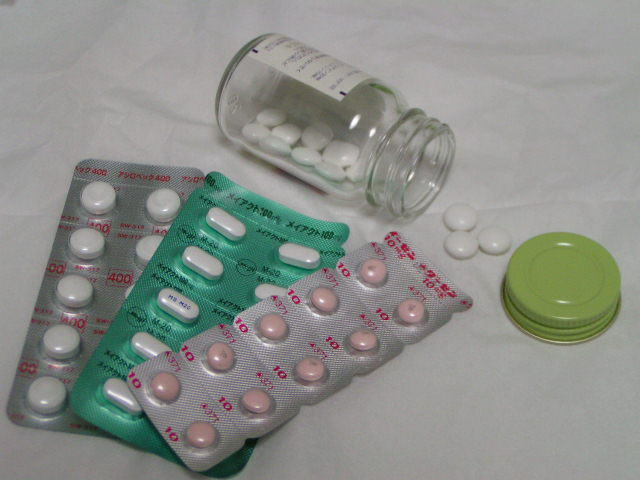
様々な錠剤

錠剤（じょうざい、英: tablets）とは、有効成分または有効成分に賦形剤等を加えたものを圧縮形成などの方法により一定の形に製した固形の製剤である。
携帯性に優れ、容易に一定量を取ることができる。
この項目では医薬品の錠剤について述べる。

## 形状
取り扱いやすさや飲み込みやすさを顧慮して、おおむね重量100–500mg、直径6–15mmほどのもの
が多い。円盤形やレンズ形、竿形などさまざまなものがある。座薬や膣錠は、挿入しやすくするために矢尻型など特殊なものがある。素錠には、半分に割るための割線が入っているものがある。
通例、錠剤には識別のための番号や記号が入っているが、素錠は刻印、コーティング錠は印刷で入れる。錠剤は着色料で着色することができ、これは識別を容易にするが、タール色素の発癌性などが問題になったことから、近年は無着色の白い錠剤が多い。

## 種類

### 用法による分類
- 内服用錠剤
- 口腔用錠剤 - 嚥下せず口腔内で溶解させて使うもの。口腔粘膜から有効成分を吸収させるバッカル錠や舌下錠、咽頭の消毒などに使うトローチ錠がある。
- 外用錠剤 - うがいなどの際に溶かして使う溶解錠や膣錠がある。

### コーティングによる分類
- 素錠（裸錠） - 成形したままの錠剤。

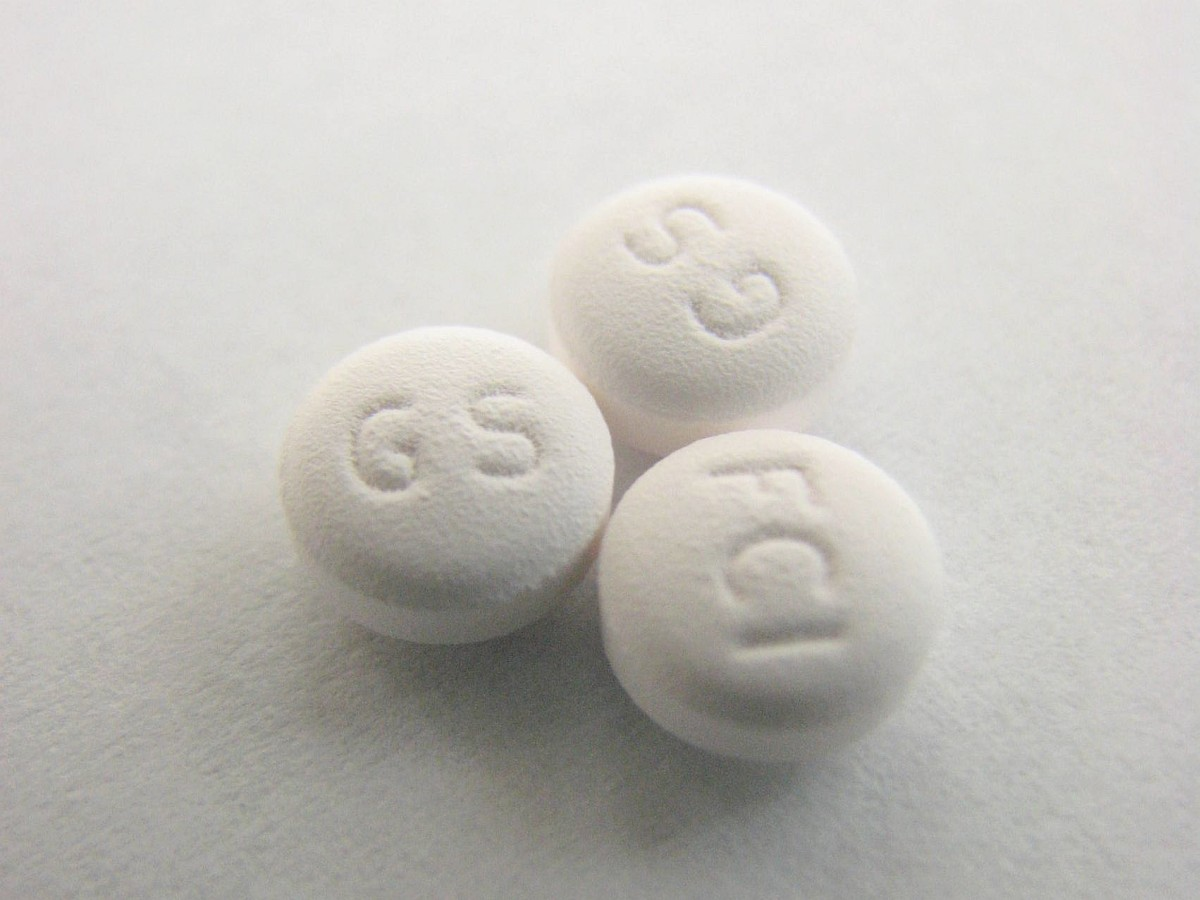
パキシルのフィルムコーティング錠

- コーティング錠 - 薬剤の安定化、矯味、矯臭などの目的で裸錠の表面に均一に皮膜を施したもの。白糖による糖衣錠、水溶性高分子によるフィルムコーティング錠がある。また、胃酸により影響を受ける有効成分を、酸性では不溶性のコーティング剤で被膜した腸溶錠がある。

### 特殊錠
- チュアブル錠 - 服用時かみ砕いて使う錠剤。制酸剤など比較的用量の多い医薬品に使われる[1]
- 口腔内崩壊錠（OD錠、Orally disintegrating tablet） - 唾液で崩壊する錠剤で有効成分の吸収は消化管。水なしでも服用できる。
  - 舌下錠、口腔錠（バッカル錠） - 舌の下または歯茎と頬の間に入れて溶かし、有効成分を口腔粘膜より吸収させる錠剤。
- 持続性錠（徐放性錠） - 溶解性の異なる基材などを使い、一定時間持続的に有効成分が放出されるよう調整した錠剤。
  - ワックスマトリックス錠 - 体内で徐々に崩壊する徐放化基材に有効成分を分散させた錠剤。
  - グラデュメット錠 - 多孔質の不溶性樹脂に有効成分を滲み込ませた錠剤。
  - 多孔性皮膜錠 - 不溶性で微細な穴の空いた皮膜を施した錠剤。
  - 多層錠 - 放出性の異なる複数の層からなる錠剤。速溶層と徐放層を単純に重ねたスパンタブ、速溶錠の核に徐放錠を入れたロンタブ、速溶錠の核に腸溶錠を入れたレペタブがある。
  - 有核錠 - 錠剤の中に別の錠剤を埋め込んだもの。
  - スパスタブ - 速溶錠の中に徐放性の顆粒を分散させたもの。
  - レジネート - イオン交換樹脂を使った錠剤。

## 製造

### 添加剤
通例錠剤には、有効成分の他に以下のような添加剤が加えられる。
- 賦形剤 - 有効成分が少ない場合に、取り扱うのに適当な量になるように加えるもの。生理活性を持たない物質として、おもに乳糖やデンプンなどが使われる。
- 結合剤 - 原料の粉体粒子同士を結びつけるために加えるもので、錠剤の機械的強度に影響する。デンプン糊やアラビアゴム糊、ヒドロキシプロピルセルロースなどが使われる。
- 崩壊剤 - 体内の水分を吸って膨張するなどして錠剤を崩壊させ有効成分の放出を容易にするために加えるもの。賦形剤として使われるデンプンは水分を吸って膨張するので崩壊剤としての機能も持つ。その他には、セルロース類などがよく用いられる。また炭酸塩のように水と反応してガスを発生し崩壊させるものもある。これを使った錠剤を発泡錠という。
- 滑沢剤 - 粉体の流動性をよくし圧縮形成を容易にするために加えるもので、ステアリン酸マグネシウムなどのワックスやタルクなどが用いられる。

### 工程
古くは、有効成分に賦形剤などを加えて練り合わせのばしたものを一定の形に打ち抜いて製造する湿製法があったが、現在は「打錠」と呼ばれる圧縮形成技術により生産される。打錠には、混合した原料をそのまま打錠する直接打錠法と、混合した原料を顆粒にしてから打錠する顆粒打錠法がある。直接打錠法では工程は単純になるが、原料の流動性が悪いと重量にばらつきが出たり仕上がりが悪くなる。また、湿式練合したものを型に入れ乾燥させるOD錠のような製法もある。
以下に一般的な顆粒打錠法の工程を示す。
1. 秤量
2. 一次混合 - 有効成分、賦形剤、結合剤、崩壊剤などを均一になるように混合する。
3. 造粒
4. 篩過 - 顆粒の大きさをそろえる。粒径がばらつくと、錠剤の重量や有効成分の放出性などに影響する。
5. 二次混合 - 顆粒に滑沢剤を混ぜる。ある程度均一にする必要があるが、混ぜすぎると撥水性のある滑沢剤の場合、錠剤の崩壊性を損ない有効成分が放出されにくくなる。
6. 打錠 - 打錠圧と速度が品質に影響する。打錠圧が低いと錠剤の強度が低下する。逆に高すぎると表面が割れて剥がれたりする打錠障害が起きることがある。
7. コーティング（必要に応じ）
8. 包装

## 包装形態
錠剤を流通させるのに様々な包装形態がある。
- 瓶入り - 一定数の錠剤をガラスや樹脂製の瓶に詰めたもの。
- SP (strip package) 包装 - 柔軟なプラスチックフィルムなどに1錠ずつ挟み込みヒートシールしたもの。
- PTP (press through package) 包装 - 錠剤の形にへこませた硬質プラスチックなどに錠剤を入れ、アルミニウムフィルムなどで封をしたもの。

錠剤は、吸湿したりすることにより成分が変質したり、崩壊性が低下することがあるので、容器には気密性が要求される。また、医薬品によっては光により分解するものがあり、それらには遮光性がある包材が使用される。
SP包装やPTP包装では切り離しやすいようにミシン目が入っていたが、包装から錠剤を取り出さずに服用してしまう事例があったことから、現在では1錠ずつには切り離せないようになっている。

## 品質
錠剤には、次のような品質が求められる。
- 重量および含量の均一性
- 崩壊性および溶出性
- 機械的強度

先発品メーカーと後発品メーカーの医薬品では、有効成分が同じでもこういった品質に差があり効果の出方が異なるといわれてきた。後発品の使用推進を目指す国では、後発品メーカーに先発品と同等の品質であることを示すことを求めている。

## 長所と短所
取扱いが容易で、一定量を容易に取ることができるという点で優れる。徐放錠などにすることにより、持続時間を調整したりすることもできる。散剤などと異なり外見で何の薬か識別できることも長所のひとつである。
一方、微妙な量の調整ができないこと、乳幼児や高齢者では服用が困難な場合があること、複数の医薬品を服用しようとすると量が多くなってしまうことなどが短所としてあげられる。また経口剤は一般に、口腔粘膜から吸収される舌下錠などを除き、有効成分が消化管から吸収され肝臓を通らないと全身血流に移動しないことから、効果の発現までに時間がかかることと、消化液や肝臓での代謝により有効成分が変化し効力を失ってしまうことが短所となることもある。

## 服薬時の注意

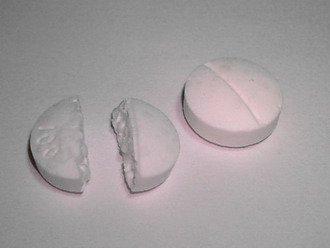
割線で割ったテオドール素錠

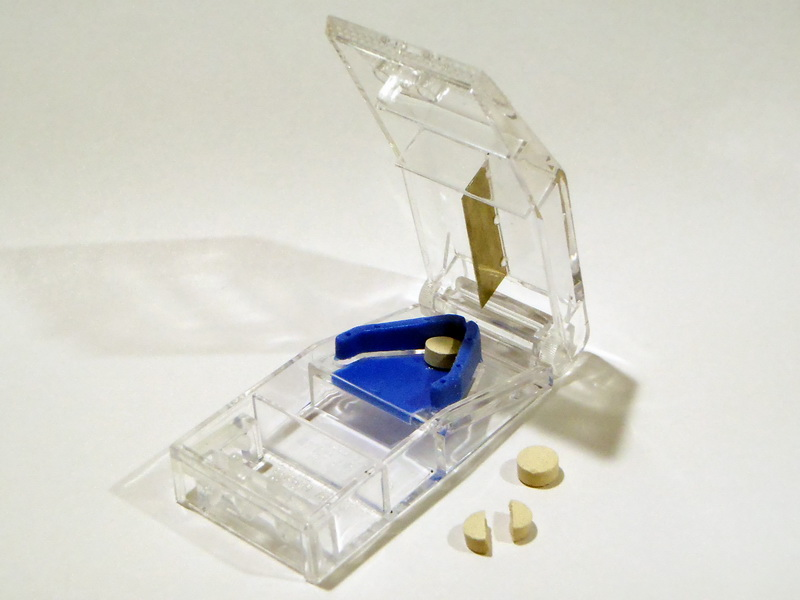
割線のない素錠や固い錠剤を割るための錠剤カッターの一例。
フィルムコート錠等の徐放性が期待される錠剤には使ってはいけない。

一般に錠剤を服用する際には十分な水で服用する必要がある。水の量は錠剤の崩壊や溶出に影響する。また水が少ないと、錠剤が咽頭などに張り付いてしまい、高濃度の医薬品にさらされた粘膜が潰瘍を起こしたりすることがある。
錠剤を砕いてしまうことは、臭いや味のマスキング効果、徐放性や腸溶性などが失われてしまうので避けなければならない。ただし、口中で徐々に溶かしまたは噛み砕いてもよいチュアブル錠のほか、均質な素錠には割線が入っていたり、必要量を調整できるようにしてある錠剤もあり、不明な点は医師や薬剤師に確認して服用する必要がある。
錠剤を手指で割るにはある程度のコツがあり、難しい場合は市販の錠剤カッターを用いるとよい。ハサミやカッターナイフ等を使うと滑ってしまいうまく行かないばかりか怪我をする恐れがある。また、高齢者など嚥下の力が弱っている人には喉に詰まらせたりするおそれがあるので、その際は水分を多めに摂る、ぬるま湯と一緒に飲む（溶解力を高めるものがある）、市販の補助ゼリーを使用するなどの工夫が必要である。
口腔粘膜からの吸収を前提としている舌下錠では、誤って飲み込むと有効成分は消化液により分解されたり、肝臓で代謝されるため効果を失う。